# Liste der Träger des Ehrenzeichens für Verdienste um die Republik Österreich
In dieser nicht vollständigen Liste sind Träger des 1952 gestifteten Ehrenzeichens für Verdienste um die Republik Österreich mit kurzen Angaben zur Person und, wenn bekannt, zum Anlass der Verleihung aufgeführt.
Bei den Berufs- bzw. Funktionsbezeichnungen ist der Einheitlichkeit halber immer der erlernte Beruf (falls relevant, sonst der zum Zeitpunkt der Verleihung ausgeübte Beruf) und nachstehend die Funktion, gereiht nach politischer Ebene, angegeben.
Die Einträge sind, falls bekannt, nach dem Verleihungsjahr oder der Veröffentlichung sortiert, innerhalb des Jahres alphabetisch, die Jahresangaben haben aber aufgrund der verschiedenen Quellangaben eine Unschärfe, da die Zeit vom Antrag über die Verleihung bis zur Bekanntmachung mehrere Monate betragen kann.
Eine – teils unvollständige – Liste findet sich in einer Anfragebeantwortung des Bundeskanzlers im April 2012 (siehe in den Weblinks #Anfragebeantwortung-BK-2012).

## Liste der Träger des Ehrenzeichens für Verdienste um die Republik Österreich
- Liste der Träger des Groß-Sterns des Ehrenzeichens für Verdienste um die Republik Österreich seit 1952
- Liste der Träger des Großen Goldenen Ehrenzeichens am Bande für Verdienste um die Republik Österreich seit 1952
- Liste der Träger des Großen Silbernen Ehrenzeichens am Bande für Verdienste um die Republik Österreich seit 1952
- Liste der Träger des Großen Goldenen Ehrenzeichens mit dem Stern für Verdienste um die Republik Österreich seit 1952
- Liste der Träger des Großen Silbernen Ehrenzeichens mit dem Stern für Verdienste um die Republik Österreich seit 1952
- Liste der Träger des Großen Goldenen Ehrenzeichens für Verdienste um die Republik Österreich seit 1952
- Liste der Träger des Großen Silbernen Ehrenzeichens für Verdienste um die Republik Österreich seit 1952
- Liste der Träger des Großen Ehrenzeichens für Verdienste um die Republik Österreich seit 1952
- Liste der Träger des Goldenen Ehrenzeichens für Verdienste um die Republik Österreich seit 1952
- Liste der Träger des Silbernen Ehrenzeichens für Verdienste um die Republik Österreich seit 1952
- Liste der Träger des Goldenen Verdienstzeichens der Republik Österreich seit 1952
- Liste der Träger des Silbernen Verdienstzeichens der Republik Österreich seit 1952
- Liste der Träger der Goldenen Medaille für Verdienste um die Republik Österreich seit 1952
- Liste der Träger der Silbernen Medaille für Verdienste um die Republik Österreich seit 1952